# Howe Browne, 2. Marquess of Sligo

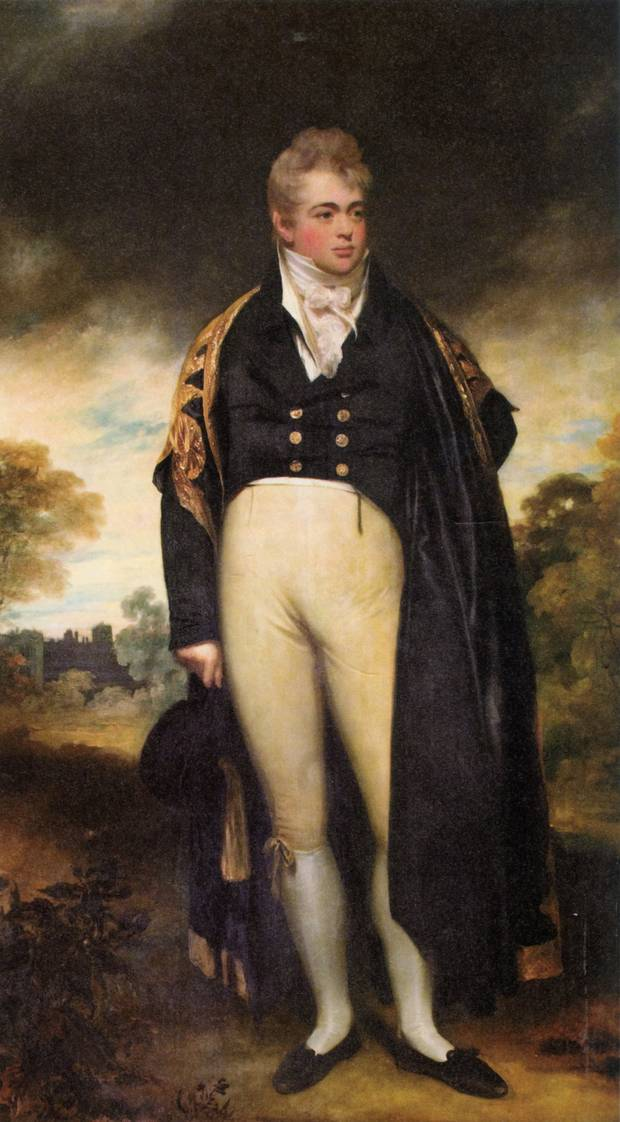
Howe Browne, 2. Marquess of Sligo, Gemälde um 1820

Howe Peter Browne, 2. Marquess of Sligo KP, PC (* 18. Mai 1788 in London; † 26. Januar 1845 in Tunbridge Wells), war ein irisch-britischer Adliger und Kolonialgouverneur.

## Leben
Er war das einzige Kind von John Browne, 1. Marquess of Sligo (1756–1809) und Lady Louisa Howe (1767–1817), Tochter des Admirals Richard Howe, 1. Earl Howe. Als Heir apparent seines Vaters führte er bis 1800 den Höflichkeitstitel Viscount Westport und von 1800 bis 1809 den Höflichkeitstitel Earl of Altamont.
Er besuchte das Eton College und schloss sein Studium am Jesus College der Universität Cambridge 1808 als Master ab.
Beim Tod seines Vaters am 2. Juni 1809 erbte er dessen Adelstitel als 2. Marquess of Sligo und wurde aufgrund des nachgeordneten Titels Baron Monteagle auch Mitglied des House of Lords. Kurz darauf wurde er in das Privy Council für Irland aufgenommen und am 11. November 1809 zum Knight Companion des Order of Saint Patrick geschlagen.
Er war ein Freund von Lord Byron und Robert Peel. 1810 besuchte er Lord Byron in Griechenland und gemeinsam reisten sie von Athen nach Korinth. Von dort begab er sich zu Veli Pascha von Morea, bei dem er auch auf die britische Abenteuerin Hester Stanhope traf. Veli Pascha gab ihm die Erlaubnis in Mykene zu graben. Lord Sligo entfernte die Halbsäulen am Schatzhaus des Atreus, wofür er und Veli Pascha später des Vandalismus an antiken Denkmälern bezichtigt wurden. Auf dem Schiff Pylades ließ er seine über 1000 archäologischen Artefakte nach Irland ausschiffen. Ein steinerner Sarkophag, den Howe Browne aus Griechenland mitbrachte, steht noch heute vor seinem Sitz Westport House in Irland.
Von 1831 bis 1845 hatte er das Amt des Lord Lieutenant des irischen County Mayo inne. Von 1834 bis 1836 war er Generalgouverneur und Vice-Admiral von Jamaika. 1834 wurde er auch ins britische Privy Council aufgenommen.
Er wurde auf dem Kensal Green Cemetery in London begraben. Das Dorf Sligoville auf Jamaika ist nach ihm benannt.

## Ehe und Nachkommen
Am 4. März 1816 heiratete er Lady Hester Catherine de Burgh (1800–1878), die älteste Tochter von John de Burgh, 13. Earl of Clanricarde. Mit ihr hatte er sechs Söhne und acht Töchter:
- George Browne, 3. Marquess of Sligo (1820–1896)
- Lord Howe Browne (1821–1822)
- Lieutenant Lord James Browne (1823–1847)
- John Browne, 4. Marquess of Sligo (1824–1903)
- Henry Browne, 5. Marquess of Sligo (1831–1913)
- Major Lord Richard Browne (1834–1912) ⚭ 1863 Agnes Elizabeth Amesbury († 1885)
- Lady Louisa Catherine Browne († 1891) ⚭ 1839 Charles Knox († 1867), Gutsherr von Castle Lacken im County Mayo
- Lady Elizabeth Browne († 1892)
- Lady Catherine Browne († 1844)
- Lady Harriet Browne († 1904) ⚭ 1853 Sir Robert Lynch-Blosse, 10. Baronet (1825–1893)
- Lady Emily Charlotte Browne († 1916)
- Lady Hester Georgiana Browne († 1925) ⚭ 1858 Colonel Hon. Shapland Carew (1827–1892), zweiter Sohn des Robert Carew, 1. Baron Carew
- Lady Augusta Browne († 1909)
- Lady Marian Browne († 1916) ⚭ 1868 Hugh Wilbraham († 1890), Gutsherr von Old Head House im County Mayo